# Georgefischeria narasimhanii
Georgefischeria narasimhanii är en svampart som beskrevs av S.D. Patil & Gandhe 1973. Georgefischeria narasimhanii ingår i släktet Georgefischeria och familjen Georgefischeriaceae.   Inga underarter finns listade i Catalogue of Life.